# Sammy Skytte
Sammy Solitaire Siddharta Skytte (født 20. februar 1997) er en dansk fodboldspiller, der spiller for den rumænske klub CS Concordia Chiajna (en). Hans position på banen er midtbanespiller. 

## Klubkarriere
Han startede med at spille fodbold i Silkeborg KFUM, da han var otte år.

### Silkeborg IF
I sin sene folkeskoletid var han tilknyttet Talent Team på Sølystskolen, som er tilretteligt med flere ugentlige morgentræninger til unge med sportslige ambitioner. Han fik sin første ungdomskontrakt med Silkeborg IF i juni 2012, som var en etårig kontrakt, hvis længde var anbefaling var Skyttes to agenter. I det efterfølgende år var han samtidigt med kontrakt i Silkeborg IF også elev på Silkeborg Efterskole i 9. klasse i 2012-13-årgangen.
Skytte skrev under på en toårig kontrakt i august 2015 struktureret således, at han i sit første kontraktår også skulle færdiggøre sin HHX-uddannelse, mens han i det andet kontraktår skulle indgå som fuldtidsspiller i klubbens førsteholdstrup. Han fik sin debut et par måneder senere pokalturneringen mod AGF den 22. september 2015. Han fik sin første plads i startopstillingen i 2015 mod AC Horsens.
Han blev kåret som årets U/19-spiller i klubben efter 2015-16-sæsonen i U/19 Ligaen. Han havde netop da også færdiggjort sin ungdomsuddannelse, så han kunne indtræde som fuldtidsprofessionel i førsteholdstruppen fra efteråret 2016. Silkeborg IF rykkede i samme ombæring op fra 1. division til Superligaen. Han brækkede i den 24. april 2016 skulderen efter en hovedstødsduel i en kamp mod Næstved Boldklub, hvor der skulle en operation til for at klargøre skulderen. Der skulle derfor gå næsten et halvt år, før han kom i aktion igen. Det skete den 4. november 2016 i 16. spillerunde, hvor han fik sin debut i Superligaregi. Det skete, da han blev skiftet ind i det 73. minut i stedet for Mikkel Vendelbo i en 0-0-kamp ude mod AGF. Han spillede til gengæld også de resterende fem kampe i efterårssæsonen 2016 (to indskiftninger, tre starter).
I december 2016 forlængede Skytte sin kontrakt med Silkeborg IF med tre år, således parterne havde papir på hinanden frem til udgangen af 2019. Herefter spillede han alle kampene i forårssæsonen, alle fra start, hvor det også blev til hans første mål i Superligaen, da han scorede til 0-2 i en 1-3-sejr ude over AGF.

### FC Midtjylland
Den 13. juni 2018 blev det offentliggjort, at Skytte skiftede til FC Midtjylland, hvor han skrev under på en femårig kontrakt gældende frem til sommeren 2023. FC Midtjylland havde benyttet en frikøbsklausul i Skyttes kontrakt, der lød på 3,7 millioner kroner, såfremt Silkeborg IF rykkede ud af Superligaen, hvilket de gjorde efter 2017-18-sæsonen.
Skytte kom dog ikke til at optræde for FC Midtjylland fra efterårssæsonen 2018, da han øjeblikkeligt blev udlejet for 2018-19-sæsonen til AC Horsens. Han fik sin officielle debut for AC Horsens i Superligaen i 1. spillerunde, da han startede inde og spillede alle 90 minutter i en 1-2-sejr ude over FC København, hvilket samtidig var hans første sejr over dette hold i sin hidtidige karriere.
I sommerpausen 2019 blev Sammy Skytte udlejet til norske Stabæk. Han vendte tilbage til FC Midtjylland efter et halvt år i Stabæk.

## Landsholdskarriere
Tekst mangler, hjælp os med at skrive teksten

## Privatliv
Sammy Skytte er født og opvokset i Silkeborg. Skyttes fætter er Andreas Knappe, der er NFL-spiller, tidligere blandt andet hos Atlanta Falcons.